# Sternostylus perarmatus
Sternostylus perarmatus is een tienpotigensoort uit de familie van de Sternostylidae. De wetenschappelijke naam van de soort werd voor het eerst geldig gepubliceerd in 1968 door Haig als Chirostylus perarmatus.